# Disney Junior (Canada)
Pour les articles homonymes, voir Disney Junior.
Disney Junior est une chaîne de télévision canadienne spécialisée de catégorie B en langue anglaise. Elle cible les jeunes d'âge préscolaire en offrant une programmation divertissante et éducative en tous temps.
Une chaîne a été lancée initialement par Astral Media le 30 novembre 2007 sous le nom de Playhouse Disney. Elle est rebaptisée Disney Junior en 2011 puis vendue à DHX Media à la suite de l'acquisition d'Astral par Bell Media. En 2015, DHX Media abandonne ses droits sur la marque Disney et sa chaîne est rebaptisée Family Jr..
Le 10 juillet 2025, Corus annonce la fermeture de la chaîne pour le 1er septembre.

## Histoire
Avant septembre 2015, Astral Media opérait la chaîne Disney Junior, qui a été vendue à DHX Media. DHX a abandonné les droits sur la marque Disney.
Le 9 novembre 2015, Corus Entertainment annonce le lancement de Disney Junior au Canada, le 1er décembre 2015 ainsi que celui de Disney XD,.
Le 10 juillet 2025, Corus Entertainment a annoncé qu'en raison de la pression financière existante au sein de l'entreprise, elle fermerait La Chaîne Disney, Nickelodeon, Disney XD, Disney Jr. et ABC Spark à minuit le 1er septembre 2025. Malgré la fermeture, Corus a confirmé qu'elle continuerait à diffuser le contenu de Nickelodeon et Disney sur ses autres réseaux.

## Programmation
- Aladdin (États-Unis)
- La Bande à Picsou (États-Unis)
- Agent Spécial Oso (États-Unis)
- Doodlebops (Canada)
- Elliot Caribou (Canada)
- Thomas et ses amis (Royaume-Uni)
- Lalaloopsy (États-Unis)
- Les Zic-Magines (États-Unis)
- Marguerite et la bête féroce (États-Unis)
- Stella et Sacha (Canada)
- Paz le pingouin (Canada)
- Johnny et ses petits lutins
- Les 101 Dalmatiens, la série (États-Unis)
- En route pour la jungle
- Bunnytown
- Stanley (États-Unis)
- Tibère et la Maison bleue (États-Unis)
- Les Héros d'Higglyville (États-Unis)
- Les Tifoudoux